# 雨塚山
雨塚山（あめづかやま）は、宮城県白石市にある山である。
標高は710.8m。福島県境から山頂までの距離は2km弱と近く、山頂のほぼ直下は、東北新幹線蔵王トンネルが貫いている。
アメシストが採掘されることから、鉱物コレクターが大木を切り倒したり、アメシストが大量に掘り起こされていることで問題になっている。